# Astragalus wolgensis
Astragalus wolgensis — вид квіткових рослин з родини бобових (Fabaceae). Ареал охоплює такі країни: Казахстан, Росія.

## Середовище
Висота проживання: 0–400 метрів. Це багаторічна безстебельна трав'яниста рослина, що зустрічається в лучних степах та на лісових узліссях. Також була описана в степах на виходах крейди та вапняку. Загрозами є надмірний випас худоби, видобуток корисних копалин, пожежі на преріях та населені пункти. Основним обмежувальним фактором є слабка екологічна гнучкість виду та його слабкий конкурент.